# Wacław Spasowicz
Wacław Spasowicz (ur. 6 listopada 1880, zm. 1940 w ZSRR) – major artylerii Wojska Polskiego, kawaler Orderu Virtuti Militari, ofiara zbrodni katyńskiej.

## Życiorys
Urodził się 6 listopada 1880 jako syn Cypriana.
Po odzyskaniu przez Polskę niepodległości został przyjęty do Wojska Polskiego. 1 czerwca 1921 pełnił służbę w Oddziale V Sztabu Ministerstwa Spraw Wojskowych, a jego oddziałem macierzystym był 1 dywizjon artylerii ciężkiej. Zweryfikowany w stopniu kapitana, następnie został awansowany na stopień majora ze starszeństwem z dniem 1 lipca 1923. W latach 1923–1924 pełnił służbę w Gabinecie Ministra Spraw Wojskowych, pozostając oficerem nadetatowym 3 pułku artylerii ciężkiej. Przed 1928 został przeniesiony w stan spoczynku. Mieszkał w Warszawie. W 1934 jako major w stanie spoczynku był przydzielony do Oficerskiej Kadry Okręgowej nr I jako oficer przewidziany do użycia w czasie wojny i pozostawał wówczas w ewidencji Powiatowej Komendy Uzupełnień Warszawa Miasto III.
15 września 1939 został przydzielony do Dowództwa Grupy Obrony Lwowa na stanowisko kierownika stacji podsłuchowej. Po kapitulacji załogi Lwowa został aresztowany przez NKWD. W 1940 został zamordowany przez NKWD. Jego nazwisko znalazło się na tzw. Ukraińskiej Liście Katyńskiej opublikowanej w 1994 (został wymieniony na liście wywózkowej 55/4-19 oznaczony numerem 2772). Ofiary tej części zbrodni katyńskiej zostały pochowane na otwartym w 2012 Polskim Cmentarzu Wojennym w Kijowie-Bykowni.

## Ordery i odznaczenia
- Krzyż Kawalerski Orderu Odrodzenia Polski (2 maja 1923)[9][10][11]
- Krzyż Walecznych – dwukrotnie[6]
- Medal Międzysojuszniczy „Médaille Interalliée”[6]